# Dusnokpuszta
Dusnokpuszta Sajószentpéter egyéb belterületi településrésze.

## Fekvése
A város központjától 5 km-re északra fekszik. Edelény (kb. 7 km) felé tartva a 27-es főút mentén található.

## Történelem
Dusnokpuszta első írásos említése a 14. századból származik. A 15. századig önálló falu volt, Cseb után a második legjelentősebb település Sajószentpéter határában, azonban ekkor a harcokban feldúlták és felégették. 1548-ban már pusztaságként említették, majd évszázadokig semmi írásos dokumentum nem említette. Az 1860-as évek elején egy gyűjtésben szerepel, amely Sajószentpéter környékének földrajzi neveit tartalmazza; ekkor a birtokosokat leszámítva görögkatolikusok lakták. A jegyzék szerint itt élt egy ideig az Angyal Bandi nevű betyár is.
A 19. század végén német származású Heves vármegyei dohánykertész családokat telepítettek a faluba, ami fellendítette a település életét. 1921-1922-ben templomot és iskolát építettek. Az egyházmegye 1978-ban új templomot épített; az iskolaépület ma közösségi házként működik.